# John Francis Davis
John Francis Davis (ur. 16 lipca 1795 roku w Londynie, zm. 13 listopada 1890) – brytyjski dyplomata, sinolog oraz drugi gubernator Hongkongu.

## Wczesna kariera
W 1813 roku John Davis został mianowany pisarzem w fabryce należącej do Brytyjskiej Kompanii Wschodnioindyjskiej położonej w obecnym mieście Kanton.
Dzięki swoim lingwistycznym zdolnością został mianowany w 1816 roku na asystenta Williama Amhersta w ambasadzie brytyjskiej w Pekinie. Po powrocie z misji dyplomatycznej wrócił do pracy w fabryce, której został dyrektorem w 1832 roku. W 1834 dołączył do misji dyplomatycznej komisarza brytyjskiego na Chiny Williama Napiera.

## Gubernator Hongkongu
W 1844 roku Davis został mianowany na drugiego w historii gubernatora Hongkongu. Funkcję tę piastował do roku 1848. Davis zajął się rozbudową administracji, rozwojem systemu podatkowego. Wszystko to było związane z wzrastającą populacją obywateli brytyjskich w Hongkongu. Aby kontrolować populację miasta Davis powołał do życia hongkoński urząd statystyczny. Według pierwszego spisu przeprowadzonego w Hongkongu miasto liczyło wówczas 23,988 mieszkańców.
W 1848 roku zrezygnował z urzędu gubernatora. Zmarł w 1890 roku w wieku 95 lat.

## Tytuły oraz Ordery
- Baronet – w roku 1845
- Order Łaźni – w roku 1854
- Doktor Prawa Cywilnego Uniwersytetu Oksfordzkiego – w roku 1876

## Dzieła
John Francis Davis był autorem następujących książek:
- Chiny: Opis ogólny cesarza oraz jego obywateli
- Chiny podczas wojny oraz podczas pokoju